# Polyus Gold
Polyus Gold est une entreprise russe d'extraction minière qui faisait partie de l'indice MICEX.
La plus grande société minière de Russie a annoncé en octobre 2020 avoir découvert un gisement d’or encore inexploité dans la mine sibérienne Soukhoï Log. Le gisement représente à lui seul un quart des réserves d’or russes.Elle possède la mine de Bayan Obo près de Baotou en Mongolie-Intérieure